# Kadilangu (Baki)
Kadilangu is een bestuurslaag in het regentschap Sukoharjo van de provincie Midden-Java, Indonesië. Kadilangu telt 3011 inwoners (volkstelling 2010).